# Лукаускене, Елена
Елена (Эляна) Лукаускене (лит. Elena Lukauskienė; ур. Станкявичюте (лит. Stankevičiutė), по первому мужу Рацлаускене (лит. Raclauskienė); 1 января, 1909 — 17 марта, 1959, Каунас) — литовская и советская шахматистка, двукратная чемпионка Литвы по шахматам среди женщин (1938, 1949), участница чемпионата мира по шахматам среди женщин (1939). Праведник народов мира.

## Биография
С конца 1930-х до начала 1950-х была известна как одна из сильнейших шахматисток Литвы. В 1938 году победила в первом чемпионате Литвы по шахматам среди женщин. В том же году участвовала в турнире за звание чемпионки мира по шахматам в Буэнос-Айресе, в котором заняла 18-е место (победила Вера Менчик). После Второй мировой войны продолжила участвовать в шахматных турнирах. В 1948 году представляла команду Литовской ССР в первенстве СССР между командами союзных республик по шахматам. В 1949 году победила в первом чемпионате Литовской ССР по шахматам среди женщин. Потом три года подряд становилась бронзовым призёром этого турнира (1950, 1951, 1952).
Была дважды замужем. Под фамилией первого мужа участвовала в довоенных шахматных турнирах. Второй муж — Микас Лукаускас (1911—1996), мастер типографии «Žaibas» в Каунасе. Весной 1944 года она и её муж согласились принять еврейских детей — Песах и Хану Жозелевичюс, чей отец Симонас Жозелевичюс умер при ликвидации Каунасского гетто, а мать Лео Жозелевичене была заключена в концентрационный лагерь Штуттгоф. В конце войны дети вернулись к оставшейся в живых матери. За спасение двух детей 1 марта 2006 года Микас Лукаускас и Елена Лукаускиене были признаны Праведниками народов мира.